# Gouvieux
Gouvieux település Franciaországban, Oise megyében. Lakosainak száma 8934 fő (2022. január 1.). Gouvieux Saint-Leu-d’Esserent, Boran-sur-Oise, Précy-sur-Oise, Villers-sous-Saint-Leu, Saint-Maximin, Chantilly és Lamorlaye községekkel határos.

## Népesség
A település népességének változása:
| Lakosok száma | 9213 | 9533 | 9069 | 9023 | 8978 | 8946 | 8924 | 8934 |
|               | 2015 | 2016 | 2017 | 2018 | 2019 | 2020 | 2021 | 2022 |